# Hernán Ruiz el Joven
Hernán Ruiz Jiménez, también llamado Hernán Ruiz II (Córdoba; c. 1514-Sevilla; 21 de abril de 1569) está considerado uno de los arquitectos españoles más importantes del siglo XVI. Sus primeras obras son de estilo plateresco, aunque fue evolucionando hacia el manierismo.

## Biografía
Su abuelo fue el cordobés Gonzalo Rodríguez, de profesión cantero. Este se casó con la cordobesa María Ruiz. Del matrimonio nació Hernán, que tomó el apellido de su madre. Este Hernán Ruiz I fue arquitecto y maestro mayor de la Catedral de Córdoba. Se casó con Ana Fernández, con la que tuvo una hija llamada Inés. Tras esto, Ana murió y este se casó en segundas nupcias con Catalina Jiménez. Del matrimonio nacieron ocho hijos, siendo el primogénito de ellos Hernán Ruiz II.
En el pasado algunos han afirmado que Hernán Ruiz I y Hernán Ruiz II eran de Burgos, lo que ha sido refutado.
El 27 de julio de 1530 Hernán Ruiz II fue admitido por el Concejo de Córdoba como maestro cantero.
Hacia 1535 contrajo matrimonio en Córdoba con Luisa Díaz. Esta pareja tuvo seis hijos: Hernán Ruiz III (también arquitecto), Martín Ruiz, Jerónimo Ruiz, Luisa Ordóñez, María Gibaja y Catalina Ponce. Luisa Ordóñez se casó con el escultor Jerónimo Hernández en 1568 y Catalina Ponce se casaría años más tarde con el escultor Andrés de Ocampo. Los dos artistas pertenecieron a la escuela sevillana de escultura.
Hernán Ruiz II tuvo un hijo fuera del matrimonio con Beatriz de Cervantes. Este fue bautizado con el nombre de Juan en la Iglesia de San Juan de la Palma de Sevilla el 6 de enero de 1560. En su testamento, de 1569, no menciona a Juan, por lo que es posible que hubiese muerto por entonces, pero sí menciona a una hija de Beatriz de Cervantes llamada Petronila, de unos cinco o seis años, que seguramente fuese también una hija fuera del matrimonio.
El 4 de mayo de 1532 Hernán Ruiz II y el cantero Antón Ruiz fueron contratados para labrar la capilla mayor del Convento Madre de Dios, de las dominicas, en Baena. La obra no empezó hasta 1539.
En 1535 fueron a Sevilla Hernán Ruiz I desde Córdoba y Francisco Rodríguez Cumplido desde Cádiz para informar sobre la evolución de las obras de la casa consistorial, ralentizadas tras la muerte de Diego de Riaño. El cabildo catedralicio de Sevilla, tras conocer la estancia de los dos arquitectos en la ciudad, les solicitó un informe sobre las obras en las sacristías del templo. Hernán Ruiz II acompañó a su padre en este viaje a Sevilla y hay indicios para creer que colaboró en estos informes, ya que el cabildo entregó a Hernán Ruiz I tres ducados más que a Rodríguez Cumplido, que pudieron ser para pagar al joven.
El 13 de abril de 1540 Hernán Ruiz II y el cantero Sebastián de Peñarredonda fueron contratados para realizar la portada del Palacio de los Páez de Castillejo en Córdoba.
En 1542 se contrató con él la reforma de la fachada principal de la Iglesia de San Pedro de Córdoba.
En 1541 se obligó a pagar 34 000 maravedís al mercader Juan Sánchez Inquimira por unos paños y sedas. En 1544 tuvo que huir a Lisboa, donde fue metido en prisión, todo a causa de la deuda que tenía con el mercader de tejidos, que había ascendido hasta los 112 500 maravedís. En mayo de 1544 los padres se comprometieron a pagar la deuda y a traer a su hijo a la cárcel de Córdoba en un plazo de cincuenta días.
Hernán Ruiz II llegó a la cárcel de Córdoba pero la abandonó pronto. El 13 de diciembre de 1544 se comprometió con Sánchez de Inquimira a pagarle 84 375 que quedaban pendientes. En esta ocasión sus padres figuraban como fiadores. Tuvo que ser su madre, ya viuda, la que canceló la deuda pagando al mercader los 60 000 maravedís que quedaban en 1551.

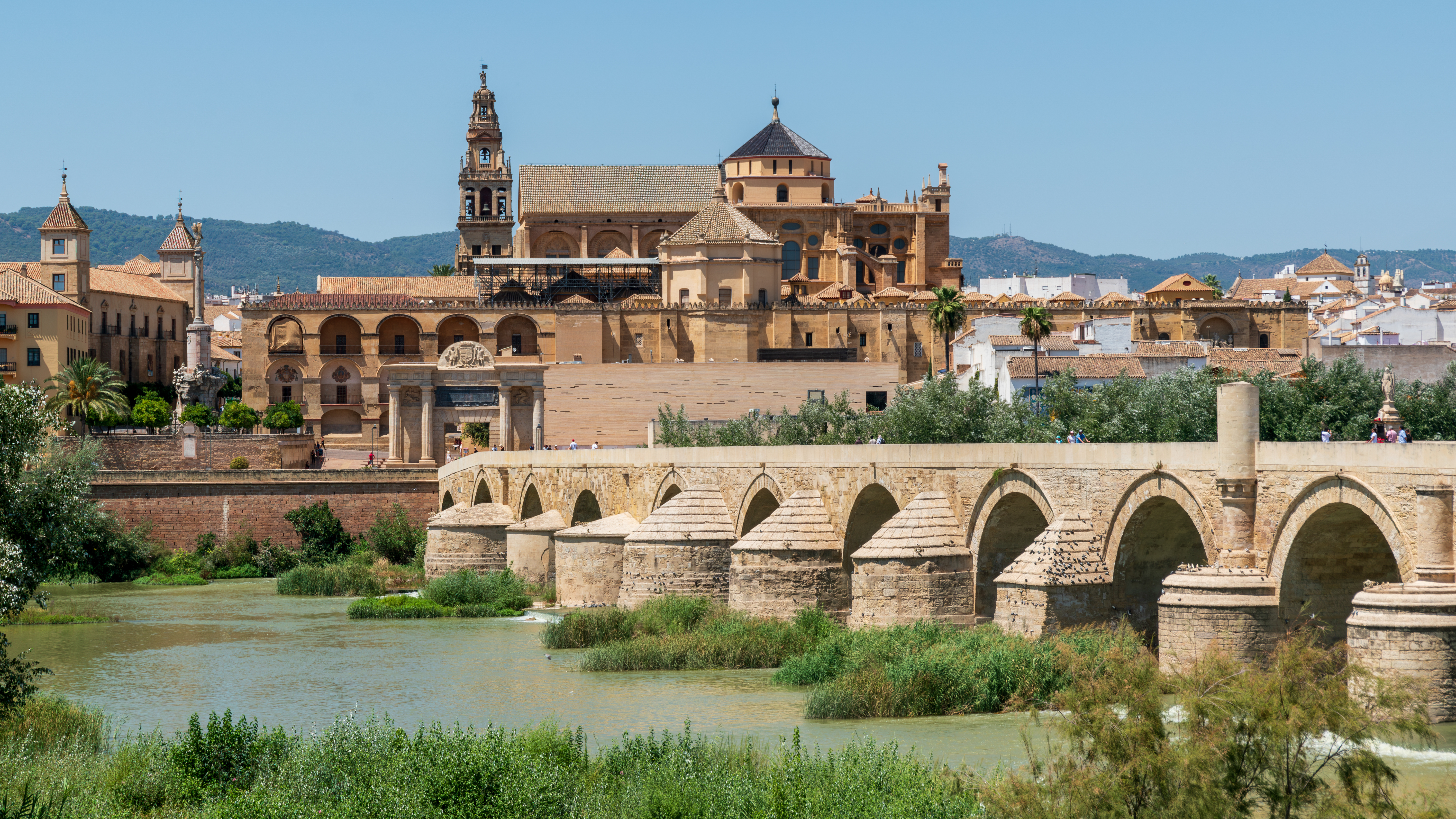
El puente romano de Córdoba, con el centro histórico al fondo.

En diciembre de 1544, mientras trabajaba para el Concejo de Córdoba apuntalando los pilares del Puente Mayor, se le cayó una piedra en la cabeza, teniendo que guardar cama una temporada. El Concejo acordó, el 14 de diciembre, que los caballeros del cabildo fuesen a visitar al enfermo y que se le abonaron los gastos médicos y el salario mientras estuviera convaleciente.
En 1545 el escribano real Alonso García de Frías se trasladó a Córdoba para buscar maestros que concurrieran a un concurso para elaborar las trazas del Hospital de las Cinco Llagas de Sevilla. El 18 de noviembre de ese año Hernán Ruiz II se comprometió a presentar sus trazas en Sevilla para este hospital y para juzgar las de los demás. En este escrito se presentó como maestro mayor de obras de la Catedral de Córdoba, cargo que en realidad ocupaba su padre, siendo él simplemente su colaborador. En virtud de lo firmado, se le darían 3 ducados de oro por cada día que estuviera en Sevilla y un premio en el caso de que su diseño resultase el elegido. El concurso tendría lugar el 30 de noviembre de 1545.
El mismo 18 de noviembre pidió un préstamo de 8 ducados para pagar los gastos del viaje de García de Frías, cuando este viaje ya había sido sufragado por Juan de Medina, mayordomo del hospital. También se comprometió a pagarle 150 a García de Frías en el plazo de un año para ser el escogido. Estas maniobras no sirvieron de nada. Las trazas seleccionadas para el hospital fueron las de Rodríguez Cumplido y el escogido para las obras fue Martín de Gainza.
En 1547 murió su padre y él fue nombrado maestro mayor de la Catedral de Córdoba. Mantuvo este cargo hasta el fin de sus días, aunque los últimos años lo hizo conjuntamente con su hijo Hernán Ruiz III.
Empezó a tener prestigio y, en 1550, el cabildo catedralicio de Málaga le llamó para que diese una opinión sobre los modelos para el coro de su catedral que habían sido propuestos por Andrés de Vandelvira y Diego de Vergara. Tras recibir su opinión, el cabildo catedralicio se decantó por el modelo de Vergara.
En 1548 Diego Bernuy Orense compró Benamejí a Carlos I e inició un proceso de urbanización y población del territorio. En 1550 ordenó la construcción de un puente sobre el río Genil en esta localidad. Hernán Ruiz II se encargó de la construcción hasta 1556.
Hacia 1551 hizo los planos para la Capilla de la Asunción de la Catedral de Córdoba, que construyó su hijo Hernán Ruiz III.
En 1551 el cabildo catedralicio de Sevilla llamó a Hernán Ruiz II y a otros arquitectos para dar su opinión sobre las trazas para la capilla real de la catedral realizadas por el maestro mayor Martín de Gainza. Por este servicio cobró 15 000 maravedís.

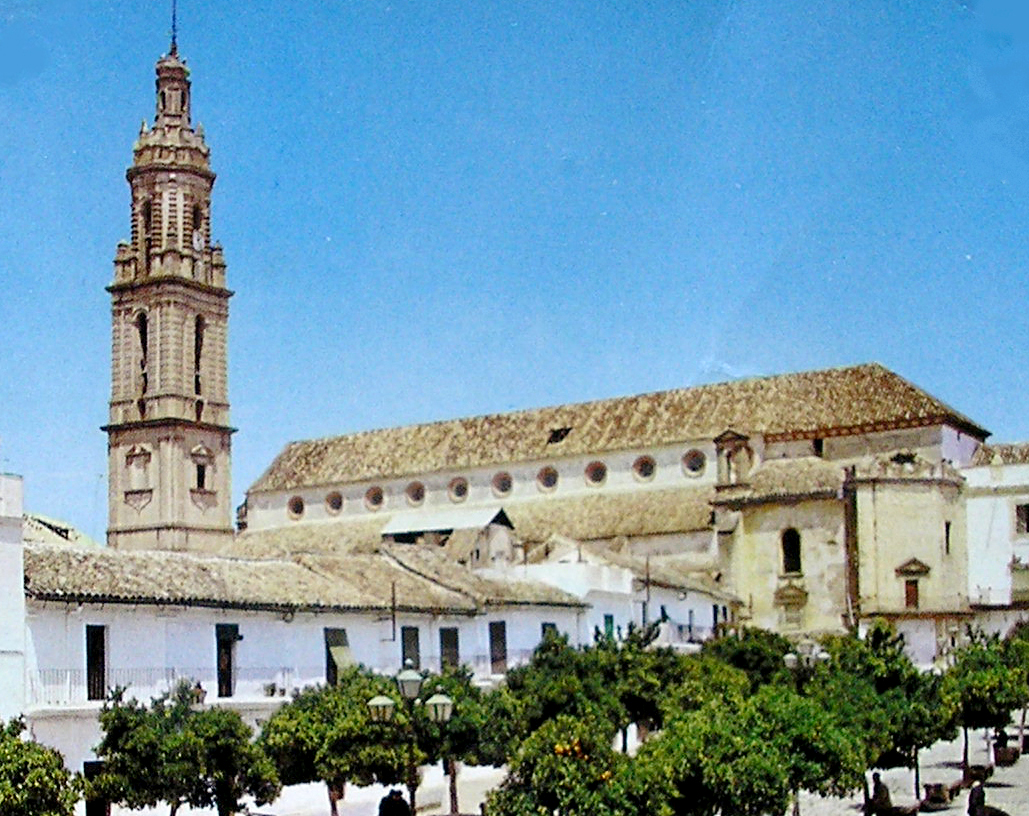
Iglesia de Nuestra Señora de la Asunción de Bujalance, denominada catedral de la Campiña.

En 1555 llegó a un acuerdo con el obrero de la Iglesia de la Asunción de Bujalance, Alonso Jiménez de la Cuerda, para realizar unas obras en este templo.
En 1556 murió el maestro mayor de la Catedral de Sevilla, Martín de Gainza, y Hernán Ruiz II opositó para el cargo, que consiguió en 1557. El sueldo era de 60 000 maravedís al año. En este cargo, emitió su opinión, con otros arquitectos, sobre la forma de terminar la capilla real de este templo.
En 1556 dio las trazas de la iglesia y del colegio de los jesuitas de Marchena.
En 1558 se trasladó con su familia a Sevilla. Por entonces comenzó a construir el remate renacentista de la Giralda.
El 17 de junio de 1558 fue nombrado maestro mayor de obras del Hospital de las Cinco Llagas, con un sueldo de 15 000 maravedís al año. En 1560 nombró a su hermano Francisco Sánchez aparejador en estas obras.
En 1559 diseñó el tenebrario de la Catedral de Sevilla. Ese mismo año el provisor de la archidiócesis le encargó obras importantes en la Iglesia de Santo Domingo de Guzmán de Bornos.
En 1560 hizo el Palacio de los Villalones de Córdoba.
En 1560 fue nombrado maestro mayor de obras del Concejo de Sevilla.
Elaboró un memorial para el Concejo de Sevilla en 1560 sobre el estado de las murallas de Sevilla y sobre las reformas a realizar en las puertas y defensas ante los desbordamientos del río Guadalquivir. Este memorial se ha perdido. No obstante, se sabe que son suyas las trazas de la Puerta del Arenal y de la Puerta de Hércules (más tarde llamada Real o de Goles). También es posible que realizase el Postigo del Carbón y obras en la Puerta de la Carne. Llevó a cabo obras menores en la Puerta de la Macarena, la Puerta de Córdoba, la Puerta del Sol, la Puerta Osario, la Puerta de Carmona y la Puerta de Jerez.
El 13 de febrero de 1561 contrató los andamios para construir la bóveda de la capilla mayor de la Catedral de Córdoba con el carpintero Juan Gaitán, lo que demuestra que no había abandonado los trabajos en este templo.
En 1561 Hernán Ruiz II, Pedro Becerril, Roque Balduque y Pedro de Campaña hicieron de peritos en el traspaso de la obra del retablo mayor de la Cartuja de Sevilla que hizo la viuda del escultor Isidro de Villoldo al escultor Juan Bautista Vázquez el Viejo.
También en 1561 dictó, por encargo del provisor Juan de Ovando y Godoy, las condiciones para unas obras en el Hospital del Amor de Dios de Sevilla, que debían ser realizadas por los albañiles Pedro de Ojeda y Baltasar de Rivera y el carpintero Pedro Gómez.
Por otro lado, consta que en 1561 dio las trazas del pasamanos de la Capilla del Mariscal de la Catedral de Sevilla.
El provisor Juan de Ovando le nombró, por decreto del 25 de mayo de 1562, maestro mayor de obras de la archidiócesis de Sevilla. En el mismo documento se le encargaron obras en las iglesias de Aracena, Aroche, Encinasola, Cumbres Mayores, El Cerro de Andévalo, Utrera, Santa María de la Asunción de Arcos de la Frontera, Morón de la Frontera, Espera y San Salvador, San Juan y San Miguel de Jerez de la Frontera.

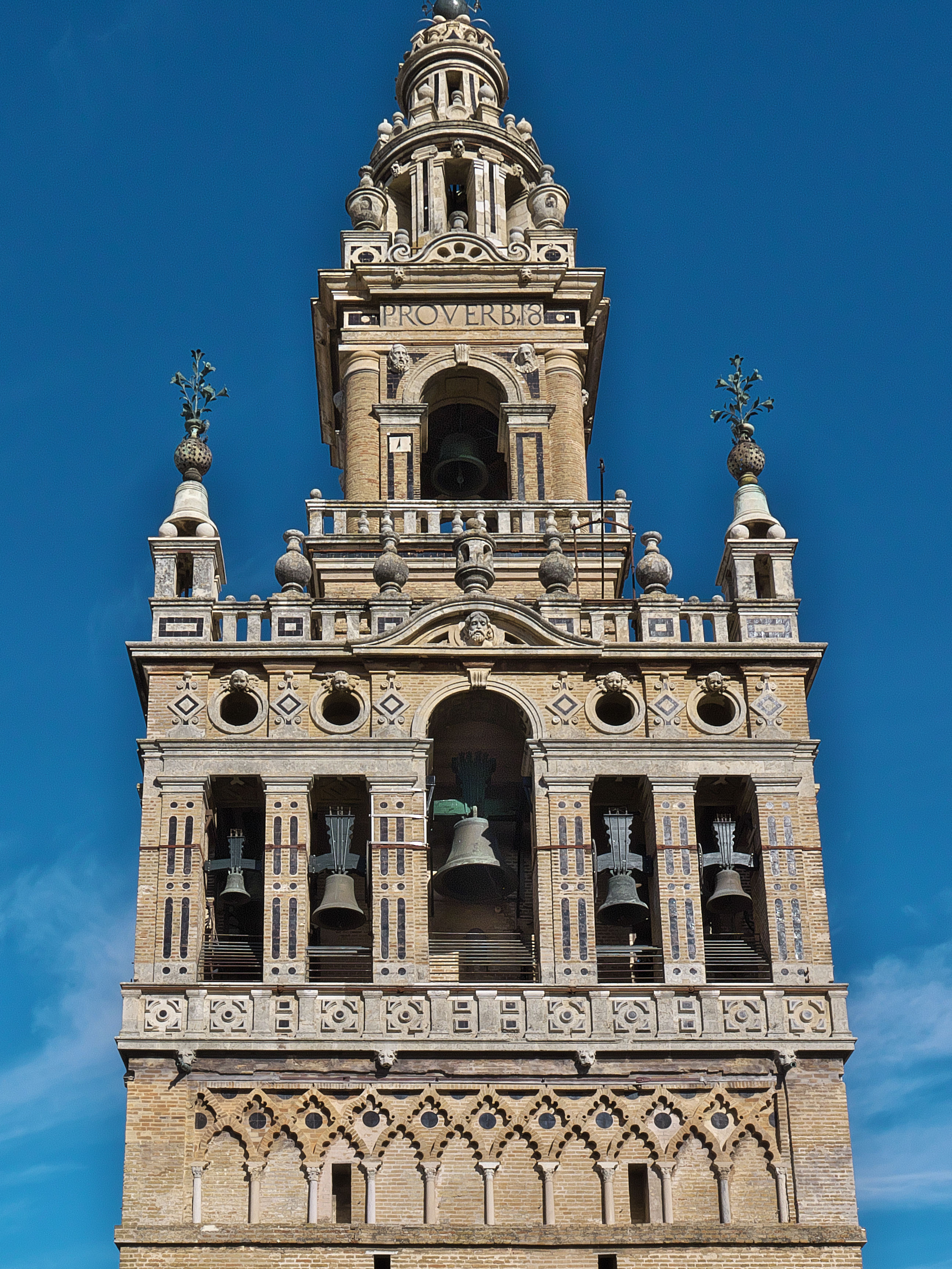
Hernán Ruiz II fue maestro mayor de la Catedral de Sevilla desde 1557 hasta 1569. En este periodo realizó el cuerpo para las campanas de la Giralda.

En 1563 el prior Francisco Serrano le contrató para realizar la portada del Monasterio de San Agustín de Sevilla, por lo que recibiría 30 ducados. Fue retirada en 1949 y se conserva, desmontada, en el atrio del antiguo convento, actualmente en obras para ser convertido en hotel. Con la portada aún se desconoce qué destino tendrá.
El 8 de mayo de 1564 fue despedido del oficio de maestro mayor del Concejo de Sevilla, probablemente porque tenía gran cantidad de tareas y no atendía lo suficiente las municipales.
Continuó dedicándose a las obras de la Catedral de Córdoba, como demuestra el hecho de que el 19 de mayo de 1564 el cabildo catedralicio le mandó a tratar diversos asuntos sobre la construcción de la catedral con el obispo Cristóbal Rojas Sandoval.
También en 1564 realizó las condiciones para la hechura del sepulcro del inquisidor Antonio del Corro por Juan Bautista Vázquez el Viejo para la Iglesia de Santa María de los Ángeles de San Vicente de la Barquera.
En 1564 realizó planos para la Iglesia de Santa María de Carmona. Entre finales de 1565 y mayo de 1566 regresó a este municipio para tasar lo construido en la Capilla del Sagrario de la misma iglesia, debido a un litigio que había con el cantero Juan de Escalona.
Consta que estuvo en el comienzo de las obras de la Iglesia de Santa María de Gracia de Almadén de la Plata en 1564 y que volvió a visitar las obras en 1569. Sin embargo, la reconstrucción del templo entre los siglos XVII y XVIII hacen difícil saber qué queda de lo realizado por él.
En 1564 dictó las condiciones para la reforma completa de la iglesia del Convento de Santo Domingo de Sanlúcar de Barrameda. Esta iglesia fue mandada construir por la viuda del conde de Niebla, Leonor Manrique de Sotomayor. En las obras trabajaron como aparejadores Francisco de Carona y Francisco Rodríguez, siendo este último maestro mayor del duque de Medina Sidonia. Las obras en este templo terminaron en 1570.
En 1565 dibujó los cuatro remates de hierro y bronce que debían ser realizado por el fundidor Bartolomé Morel para la parte superior de la Giralda. Por estas fechas asesoró en la hechura de la reja de la Capilla de la Virgen de la Antigua de la Catedral de Sevilla.
También en 1565 dictó las condiciones para la realización de un tabernáculo de mármol y una portada para la antigua Capilla Sacramental de la Catedral de Sevilla. Sendas obras fueron realizadas por el marmolero Francisco de Carona y el escultor Juan Bautista Vázquez el Viejo.
Según el historiador Alfonso Rodríguez Gutiérrez de Ceballos, Hernán Ruiz II intervino en las obras de las casas profesas de los jesuitas en Sevilla y Córdoba. Estas habían sido proyectadas por el arquitecto Bartolomé de Bustamante. La Iglesia de la Anunciación, de la casa profesa sevillana, fue articulada en forma de "cajón", lo que generó una influencia posterior en templos andaluces e hispanoamericanos. En lo que respecta a este templo sevillano, en el folio 133 del Manuscrito de arquitectura de Hernán Ruiz II está el dibujo de una portada semejante a la principal y en el folio 87 de la misma obra hay otro dibujo semejante a la portada lateral, llamada de la Concepción, que comunica con el claustro y que tiene grabada la fecha 1568.
En 1565 redactó un pliego de condiciones para obras en la Iglesia de Santa María la Blanca de Los Palacios y Villafranca, que fueron llevadas a cabo por el albañil Alonso Márquez.
En 1566 intervino en el diseño del coro de la Iglesia de Santa María de la Mesa de Utrera, que fue realizado por Juan de Oviedo. Este coro fue sustituido en el siglo XVIII por otro realizado por Pedro Duque Cornejo.
En 1566 el fundidor Bartolomé Morel fue metido en la cárcel por una deuda de 63 444 maravedís que tenía con el mercader Francisco de la Torre. En noviembre de ese año Hernán Ruiz II solicitó su liberación, comprometiéndose a pagar esa suma el 25 de diciembre. El historiador Antonio de la Banda y Vargas aduce que fue por amistad pero el historiador Alfredo J. Morales dice que se debió a que el arquitecto quería que Morel se pusiese cuanto antes a fabricar el Giraldillo.
También en 1566 se comprometió a enseñar sobre trazas de arquitectura y perspectiva al cantero Juan Rodríguez y a su hermano Lorenzo. Estas lecciones tendrían lugar tres días a la semana por tres reales diarios. Hernán Ruiz II se comprometía a buscarles luego trabajo en Sevilla o fuera de la ciudad.
En enero de 1567 pidió que el Concejo de Sevilla nombrase una comisión para examinar las obras municipales que había realizado y pagárselas. Esto tuvo lugar y se le pagaron 80 000 maravedís. Entre las obras realizadas estaban las trazas de la Puerta del Arenal, las trazas de la Cárcel Real y unas defensas contra el río en la Almenilla que subsistieron hasta 1617.
En 1567 se comprometió a realizar la torre de la Iglesia de Santa María de la Encarnación de Constantina.
También en 1567 fue a Marchena a ver la torres de las iglesias de San Juan y de San Miguel. En el primer trimestre de 1567 se le pagaron 36 reales por una visita a torre de la Iglesia de Santa María de la Mota de Marchena, en la que habían tenido lugar obras ese mismo año, y por dar su parecer sobre la ampliación de este templo.

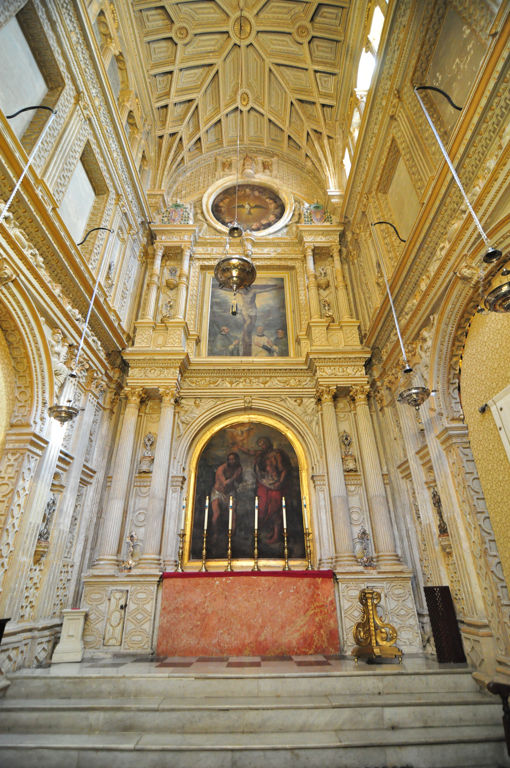
Capilla del Espíritu Santo de la Catedral de Córdoba. Sus obras fueron iniciadas por Hernán Ruiz II en 1568.

En 1568 terminó el cuerpo de las campanas de la Giralda. Ese mismo año fue a Lebrija, para iniciar las obras de la Sacristía de la Iglesia de Santa María de la Oliva, y a Córdoba, donde inició las obras de la Capilla del Espíritu Santo, promovida por el obispo Diego de Simancas, en la catedral.
En 1569 mandó a su hijo Hernán Ruiz III a inspeccionar obras en la iglesia y el claustro del Convento del Valle.
El 20 de abril de 1569 realizó testamento. Dejó por herederos a su esposa y a sus hijos. Legó su biblioteca a Hernán Ruiz III con la condición de que prestase los libros a su tío Francisco Sánchez cuando este se los pidiese. Francisco Sánchez recibió dos libros en testamento: uno de Leon Battista Alberti y otro de geometría y arquitectura de Alberto Durero.
Falleció el 21 de abril de 1569 en su domicilio de la calle Castellar de Sevilla, siendo enterrado en la catedral de esta ciudad.

## Escritos y dibujos
Se conserva un libro de arquitectura realizado por Hernán Ruiz II. Se trata de un volumen encuadernado en pergamino de 315x215 cm con 152 folios, algunos de los cuales están en blanco. Según el historiador Antonio de la Banda y Vargas, debió ser realizado entre 1560 y 1565 y se trata de apuntes personales. Los escritos tienen influencias de san Agustín de Hipona, Tito Livio, Séneca, Arquímedes, Estrabón, Euclides, Vitrubio, Serlio y probablemente Alonso de Vandelvira. La obra está dividida en tres partes: la primera, que es prácticamente una traducción del primer libro de Vitrubio; la segunda, que es una mezcla de conocimientos de geometría, perspectiva y relojería; y la tercera, formada por dibujos arquitectónicos con algunas interpolaciones teóricas o geométricas. Esta obra se conserva en la Escuela Técnica Superior de Arquitectura de la Universidad Politécnica de Madrid.
Consta que elaboró otra obra, hoy perdida, mientras realizaba el cuerpo para las campanas de la Giralda, sobre la arquitectura en ladrillo. Un folleto del siglo XVIII, atribuido a Matías José de Figueroa, la titula del siguiente modo: Pregunta que hace un geógrapho a un artífice achitecto sobre si los edificios de ladrillo son más permanentes que los fabricados de piedra y si las barras y pernos de hierro son perjudiciales para las piedras o favorables en las fábricas de ladrillos.

## Obras destacadas

### Provincia de Córdoba

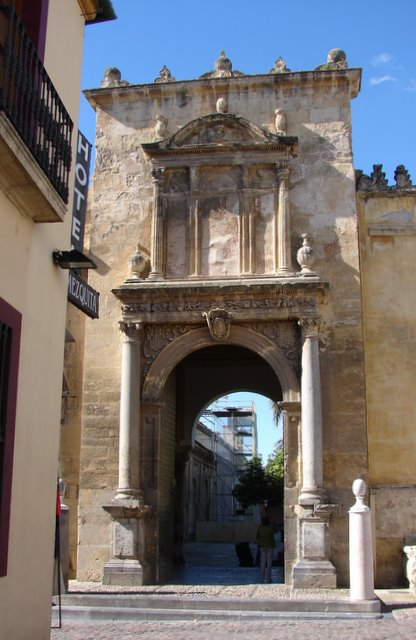
Puerta de Santa Catalina. Catedral de Córdoba.

Entre 1532 y 1540 reformó la Capilla Mayor del Convento de Madre de Dios, de dominicas, en Baena.
También se considera que reformó los dos primeros cuerpos de la torre de la Iglesia del Salvador de Pedroche entre 1544 y 1558.
Entre 1550 y 1556 construyó un puente en Benamejí. También intervendría en la construcción de otro puente sobre el río Genil en La Puente de Don Gonzalo, cuyas obras transcurrieron entre 1561 y 1583.
En la Iglesia de San Juan Bautista de Hinojosa del Duque diseñó el campanario, realizado entre 1560 y 1568, y participó en la obra de la portada de la nave de la epístola, realizada entre 1529 y 1571.
En la Catedral de Córdoba fueron realizados por él el friso plateresco sobre los arcos apuntados del coro, los hastiales del crucero, las bóvedas (exceptuando la oval del crucero y la que cubre el coro) y la Capilla del Espíritu Santo. Esta capilla la empezó en 1568. En el exterior de esta catedral, realizó la Puerta de Santa Catalina, fechada hacia 1560-1565.
Dentro de su obra cordobesa también destaca la portada del Palacio de los Páez de Castillejo, contratada en 1543.
En Córdoba se le ha atribuido la Capilla Bautismal de la Iglesia de San Nicolás de la Villa, realizada en 1540.
En la Iglesia de San Pedro de Córdoba, hacia 1542, reformó el imafronte mudéjar.
Hacia 1565 participó en las obras de la Iglesia del Salvador y Santo Domingo de Silos cordobesa. Su labor consistió en adaptar al gusto del provincial jesuita Diego de Avellaneda el proyecto del arquitecto Bartolomé de Bustamante.
En 1560 realizó la fachada del Palacio de los Villalones de Córdoba.

### Provincia de Sevilla

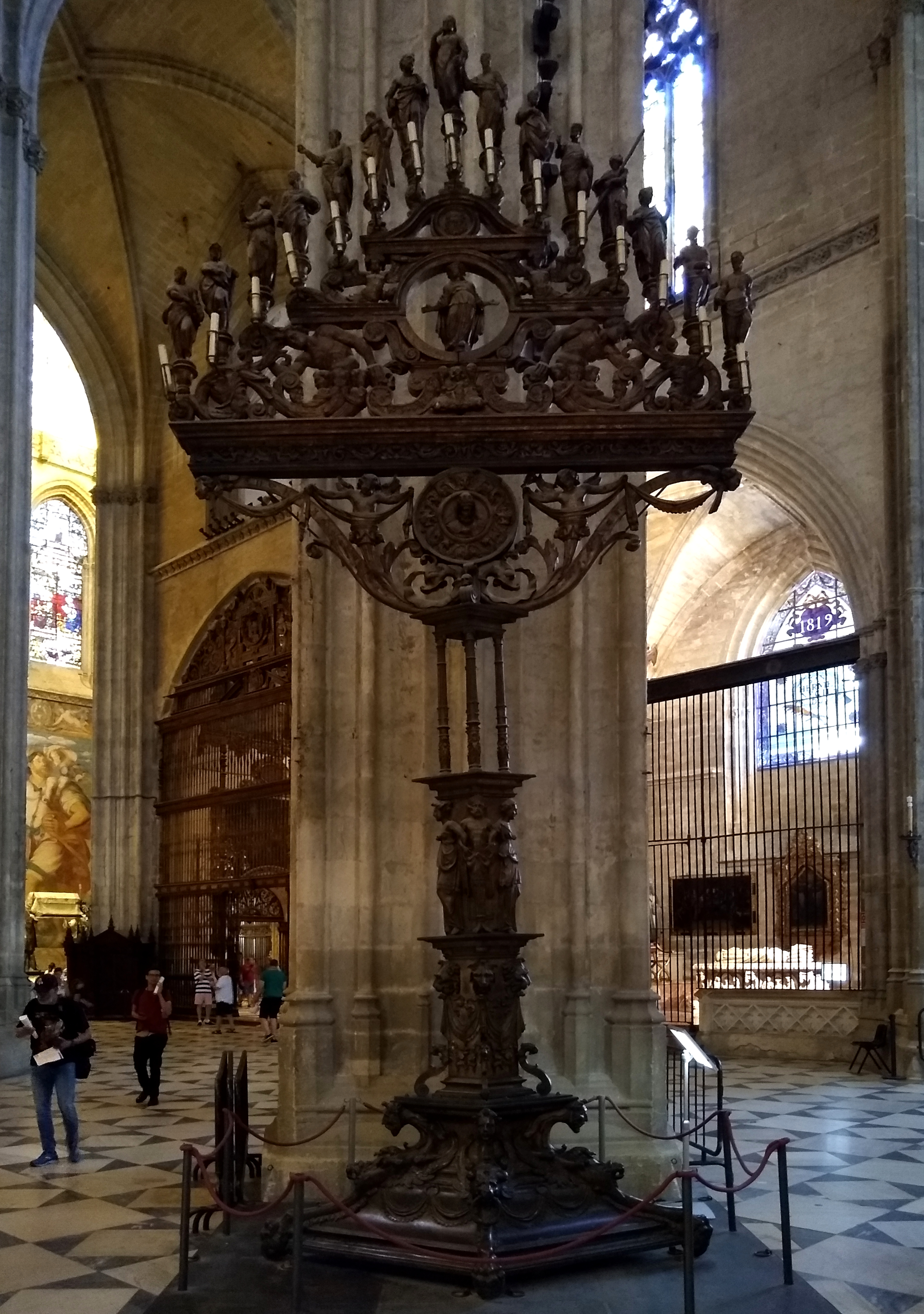
Tenebrario de la Catedral de Sevilla.

En 1556 emitió un informe junto con Andrés de Vandelvira, Francisco del Castillo, Juan de Xea, Luis Machuca, Pedro de Campo, Diego de Vergara y Miguel Guaxa sobre la forma de cerrar la Capilla Real de la Catedral de Sevilla. Las obras no comenzaron hasta 1562. Hernán Ruiz II no pudo ver esta Capilla Real terminada.
La Sala Capitular de la Catedral de Sevilla había sido encomendada a Diego de Riaño en 1529 y, posteriormente, a Martín de Gainza. Las trazas para esta estancia fueron examinadas por Hernán Ruiz I, Diego de Siloé y Francisco Rodríguez Cumplido. Sin embargo, no se llegó a realizar. El 5 de enero de 1558 Hernán Ruiz II realizó nuevas trazas para la Sala Capitular de la Catedral de Sevilla. Estos planos tampoco fueron los definitivos, porque en agosto del mismo año el cabildo catedralicio le mandó abrir los cimientos para decidir luego qué se había de hacer. Trabajó hasta 1569 en esta estancia, sin terminarla. Tras su muerte las obras sufrieron un parón hasta 1572. Entonces se hizo cargo de las mismas Asensio de Maeda.

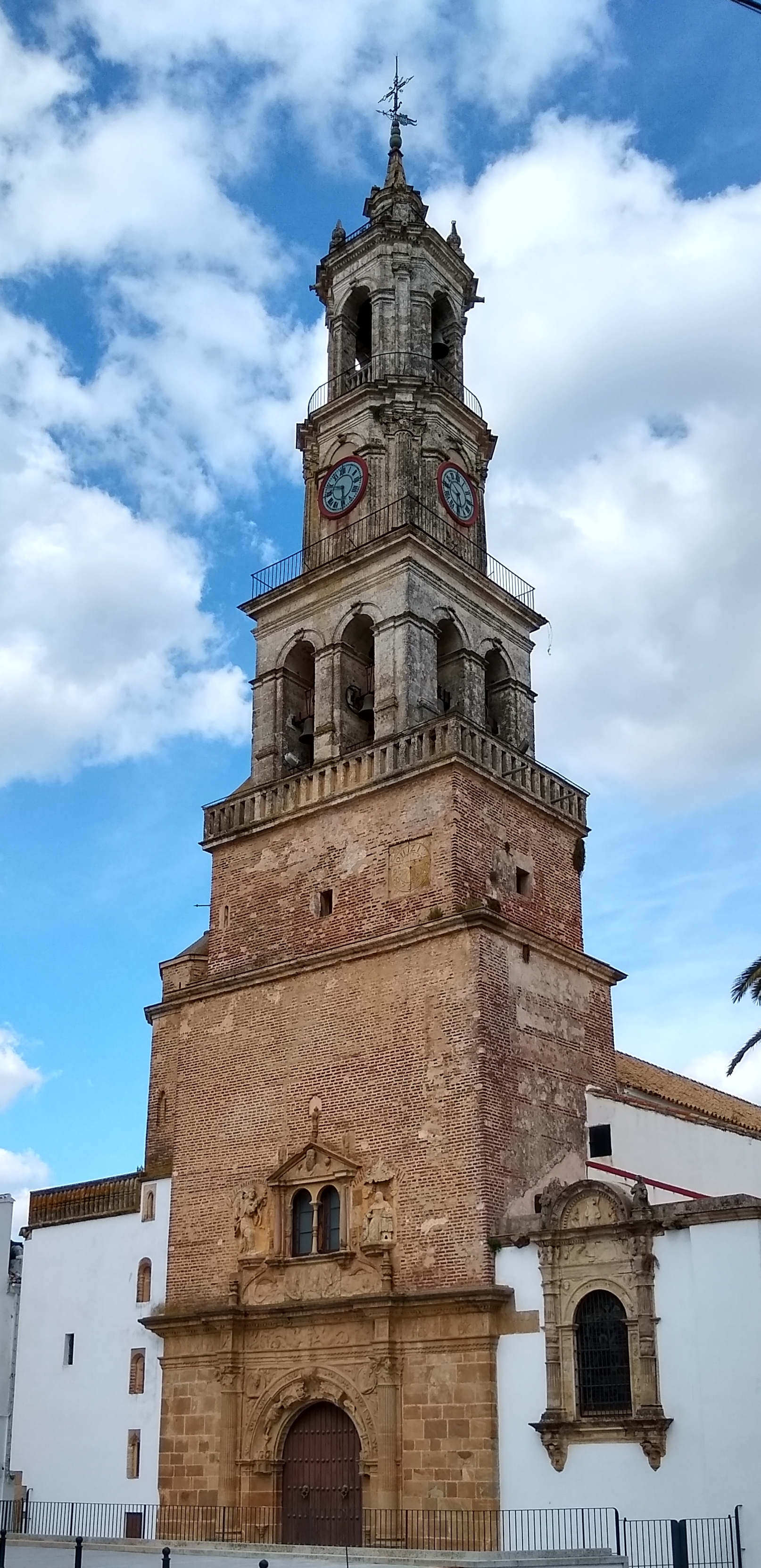
Iglesia de Santa María de la Encarnación. Constantina.

Hernán Ruiz II es también responsable del Antecabildo de la Catedral de Sevilla, comenzado hacia 1560.
Su obra más célebre es el cuerpo de las campanas de la Giralda de Sevilla, llevada a cabo entre 1558 y 1568, con un coste total de 50 000 ducados.
Otra obra suya para la Catedral de Sevilla es el tenebrario.
Desde 1558 se dedicó a concluir las obras diseñadas por Gainza en el Hospital de las Cinco Llagas de Sevilla. En 1559 comenzó a construir la iglesia de este hospital. Para ello, reformó los planos de Gainza. La forma básica de esta iglesia está incluida en su manuscrito de arquitectura.
En la Casa Consistorial de Sevilla llevó a cabo el salón alto que hay sobre el arquillo, las arcadas que se abren a la Plaza de San Francisco y la cúpula de la antigua escalera principal, siendo realizada esta última obra en 1561.
También fue el responsable de las trazas de la Puerta del Arenal y de la Puerta de Goles, en la ciudad de Sevilla.
En 1564 realizó las trazas de un crucero sevillano que fue esculpido por Diego de Alcaraz. Se situó en el camino que iba del Hospital de San Lázaro al Monasterio de San Jerónimo de Buenavista pero a comienzos del siglo XX fue trasladado a la Plaza de Santa Marta del barrio Santa Cruz. Dicho crucero fue destruido fruto de un acto vandálico en octubre de 2023.
Es autor de la portada del compás del Convento de San Agustín de Sevilla.
También participó en la construcción de la Iglesia de la Anunciación de Sevilla.
En 1556 Hernán Ruiz II y Bartolomé de Bustamante diseñaron la Iglesia de Santa Isabel, de los jesuitas, en Marchena. La labor de Hernán Ruiz II se centró en la disposición de las capillas laterales, las bóvedas baídas y los capiteles.
En Carmona consta que realizó planos en 1564 para la Iglesia de Santa María.
Intervino en la construcción de la torre-fachada de la Iglesia de Santa María de la Mesa de Utrera.
También es obra suya la torre-fachada de la Iglesia de Santa María de la Encarnación de Constantina, contratada con él en 1567.
Es autor de la sacristía de la Iglesia de Nuestra Señor de la Oliva de Lebrija, que se comenzó en 1568 y se acabó en 1583.

### Provincia de Huelva
Entre 1563 y 1569 participó en las obras de la Iglesia de la Asunción de Aracena.
También realizó las portadas laterales de la Iglesia de Nuestra Señora de la Asunción de Aroche.
Hacia 1566, en la Iglesia de San Andrés de Encinasola, realizó la portada del lado de la epístola y obras en la nave.

### Provincia de Cádiz
En 1564 terminó la sacristía de la Iglesia de San Miguel de Jerez de la Frontera. En el mismo municipio, llevó a cabo obras en la nave de la Iglesia de San Juan de los Caballeros.
Entre 1562 y 1567 realizó obras en la Iglesia de Nuestra Señora de la Virtudes de Villamartín. Entre estas obras estuvo la reforma del crucero, la reforma de su antigua torre-fachada mudéjar y la creación de una portada que es semejante a un dibujo de su manuscrito de arquitectura.
Llevó a cabo las trazas de la iglesia del Convento de Santo Domingo de Sanlúcar de Barrameda. Este templo se terminó en 1570.
En 1559 reformó la capilla mayor de la Iglesia de Santa María de Arcos de la Frontera. Ese mismo año, cambió los pilares de la Iglesia de Santo Domingo de Bornos por columnas, que fueron a su vez cambiadas en una reforma del siglo XVIII.

### Cantabria
Elaboró el proyecto de sepulcro del inquisidor Antonio del Corro que se encuentra en la Iglesia de Santa María de los Ángeles de San Vicente de la Barquera.

## Galería de imágenes
|                                                                 |
| Portada del Palacio de los Páez de Castillejo (Córdoba) – 1540. |

|                                                                            |
| Reforma del imafronte mudéjar de la Iglesia de San Pedro (Córdoba) – 1542. |

|                                                                                             |
| Capilla Bautismal de la Iglesia de San Nicolás de la Villa (Córdoba) – atribuida, ca. 1540. |

|                                                         |
| Portada del Palacio de los Villalones (Córdoba) – 1560. |

|                                                                       |
| Puerta de Santa Catalina de la Catedral de Córdoba – hacia 1560-1565. |

|                                                                          |
| Capilla del Espíritu Santo de la Catedral (Córdoba) – comenzada en 1568. |

|                                                   |
| Puente sobre el río Genil (Benamejí) – 1550-1556. |

|                                                                |
| Puente sobre el Genil en La Puente de Don Gonzalo – 1561-1583. |

|                                                                                                   |
| Campanario y portada lateral en la Iglesia de San Juan Bautista (Hinojosa del Duque) – 1529-1571. |

|                                                                                   |
| Remate renacentista de la Giralda (cuerpo de campanas [1]) (Sevilla) – 1558-1568. |

|                                                                                         |
| Hospital de las Cinco Llagas (Sevilla) – dirigió obras desde 1558, incluida la iglesia. |

|                                                         |
| Diseño del tenebrario de la Catedral de Sevilla – 1559. |

|                                                                    |
| Sala Capitular de la Catedral de Sevilla – trabajó de 1558 a 1569. |

|                                                             |
| Antecabildo de la Catedral (Sevilla) – iniciado hacia 1560. |

|                                                                                               |
| Casa Consistorial de Sevilla – Salón alto, arcadas a la plaza y cúpula de la escalera (1561). |

|                                           |
| Puerta del Arenal (Sevilla) – hacia 1560. |

|                                                  |
| Puerta de Goles (o Real) (Sevilla) – hacia 1560. |

|                                                                  |
| Iglesia de la Anunciación (Sevilla) – participó en su ejecución. |

|                                                    |
| Iglesia de Santa María (Carmona) – trazas en 1564. |

|                                                                                     |
| Torre-fachada de la Iglesia de Santa María de la Mesa (Utrera) – participó en 1566. |

|                                                                                 |
| Sacristía de la Iglesia de Ntra. Sra. de la Oliva (Lebrija) – iniciada en 1568. |

|                                                               |
| Iglesia de la Asunción (Aracena) – trabajó entre 1563 y 1569. |

|                                                                   |
| Portadas laterales de la Iglesia de la Asunción (Aroche) – 1560s. |

|                                                                       |
| Portada y nave en la Iglesia de San Andrés (Encinasola) – hacia 1566. |

|                                                                                    |
| Sacristía de la Iglesia de San Miguel (Jerez de la Frontera) – finalizada en 1564. |

|                                                                               |
| Obras en la nave de la Iglesia de San Juan de los Caballeros (Jerez) – 1560s. |

| |
| Reforma del crucero y torre en la Iglesia de Ntra. Sra. de las Virtudes (Villamartín) – 1562-1567. |

|                                                                                    |
| Iglesia del Convento de Santo Domingo (Sanlúcar de Barrameda) – entre 1564 y 1570. |

|                                                                                        |
| Capilla Mayor de la Iglesia de Santa María (Arcos de la Frontera) – reformada en 1559. |

|                                                                             |
| Iglesia de Santo Domingo (Bornos) – cambio de pilares por columnas en 1559. |

|                                                             |
| Iglesia de Nuestra Señora de la Asunción (Bujalance) - 1555 |

|                                                                  |
| Campanario de la Iglesia de San Andrés (Córdoba) - finales s.XVI |

|                                                          |
| Campanario de la Iglesia de San Lorenzo (Córdoba) - 1555 |

|                                                       |
| Campanario de la Iglesia de Santiago (Córdoba) - 1555 |

|                                                                |
| Sala capitular de la Iglesia de San Pablo - s-XVI (inconclusa) |

|                                                        |
| Iglesia de Santa María de la Encarnación (Constantina) |